# Csúcsformában 2.
A Csúcsformában 2. (eredeti cím: Rush Hour 2) 2001-ben bemutatott amerikai akció-vígjáték Brett Ratner rendezésében, a Csúcsformában-trilógia második része. A főszereplőket ismét Jackie Chan és Chris Tucker alakítja. A nyomozópáros ezúttal Hongkongba utazik vakációra, de hamarosan egy Triád bandavezérhez köthető gyilkossági ügy kellős közepén találják magukat.
Az Amerikai Egyesült Államokban 2001. augusztus 3-án bemutatott film vegyes kritikákat kapott. Ennek ellenére anyagilag jövedelmezőnek bizonyult, 347,3 millió dollárral a trilógia bevételi szempontból legsikeresebb része lett.
A film folytatása és a trilógia befejező része 2007-ben jelent meg, Csúcsformában 3. címmel.

## Szereplők
| Színész              | Szerep                         | Magyar hang         |
| -------------------- | ------------------------------ | ------------------- |
| Jackie Chan          | Lee rendőrfelügyelő            | Háda János          |
| Chris Tucker         | James Carter nyomozó           | Kálloy Molnár Péter |
| Csang Ce-ji          | Hu Li                          | Bognár Anna         |
| John Lone            | Ricky Tan                      | Tarján Péter        |
| Roselyn Sánchez      | Isabella Molina ügynök         | Németh Borbála      |
| Alan King            | Steven Reign                   | Áron László         |
| Harris Yulin         | ügynök                         | Fülöp Zsigmond      |
| Kenneth Tsang        | Chin százados                  | Dobránszky Zoltán   |
| Don Cheadle          | Kenny                          | Takátsy Péter       |
| Jeremy Piven         | Versace eladó                  | Fekete Zoltán       |
| Saul Rubinek         | Krupié a Red Dragon kaszinóban | Pálfai Péter        |
| Lisa LoCicero        | recepciós                      |                     |
| Mei Melançon         | lány az autóban                |                     |
| Maggie Q             | lány az autóban                |                     |
| Audrey Quock         | Kenny felesége                 |                     |
| Ernie Reyes, Jr.     | Zing                           |                     |
| Joel McKinnon Miller | Tex                            |                     |
| Brad Allan           | Red Dragon biztonsági őr       |                     |
| Philip Baker Hall    | Captain William Diel           |                     |
| Oscar Goodman        | önmaga                         |                     |

## Díjak és jelölések
| Díj             | Kategória                | Jelölt(ek)                                        | Eredmény |
| --------------- | ------------------------ | ------------------------------------------------- | -------- |
| MTV Movie Award | Legjobb küzdelmi jelenet | Chris Tucker & Jackie Chan kontra hongkongi banda | Elnyerte |
| MTV Movie Award | Legjobb komikus színész  | Chris Tucker                                      | Jelölve  |
| MTV Movie Award | Legjobb csapat           | Chris Tucker & Jackie Chan                        | Jelölve  |
| MTV Movie Award | Legjobb negatív szereplő | Csang Ce-ji                                       | Jelölve  |
| MTV Movie Award | Legjobb betétdal         | Chris Tucker: "Don't Stop 'Til You Get Enough"    | Jelölve  |

## Fordítás
- Ez a szócikk részben vagy egészben  a   Rush Hour 2 című angol Wikipédia-szócikk fordításán alapul.  Az eredeti cikk szerkesztőit annak laptörténete sorolja fel. Ez a jelzés csupán a megfogalmazás eredetét és a szerzői jogokat jelzi, nem szolgál a cikkben szereplő információk forrásmegjelöléseként.